# Allt står i lågor
Allt står i lågor är ett studioalbum med Sundsvallsgruppen Brända Barn. Albumet utgavs på LP av Mistlur Records 1983. Den återutgavs av MNW på CD 1992, men då under namnet Brända barn. CD-utgåvan hade två bonuslåtar tagna från bandets singel Män utan fruktan (1982). Ytterligare en nyutgåva kom 2013, i samband med albumets 30-årsjubileum, då samlingsboxen Konfrontationer släpptes. Boxen innehöll hela albumet och en stor mängd tidigare outgivet material, bland annat engelskspråkiga versioner av några av låtarna från albumet.
Skivan producerades av Stefan Glaumann.
Allt står i lågor är en av titlarna i boken Tusen svenska klassiker (2009).

## Låtlista

### LP
Sida A
1. "Som en man, som ett tåg" – 4:46
2. "Allt står i frågor" – 3:59
3. "Massaker" – 5:15
4. "Centrum" – 5:14

Sida B
1. "Kärlek och hat" – 4:14
2. "Under ditt skinn" – 4:31
3. "Oh boy oh boy oh boy" – 3:54
4. "Jesus en dag" – 6:01

### CD
1. "Som en man, som ett tåg" – 4:46
2. "Allt står i frågor" – 3:59
3. "Massaker" – 5:15
4. "Centrum" – 5:14
5. "Kärlek och hat" – 4:14
6. "Under ditt skinn" – 4:31
7. "Oh boy oh boy oh boy" – 3:54
8. "Jesus en dag" – 6:01
9. "Män utan fruktan"
10. "Cirkus"

## Medverkande
- Anders Brodin – sång
- Mikael Svensk – gitarr
- Peter Byström – bas
- Henrik Brodin – trummor
- Jan Strandqvist – keyboards, slagverk

samt
- Mårten Mårtensson – kontrabas på "Under ditt skinn"
- Stefan Glaumann – congas på "Centrum"

### Fotnoter
1. ↑  ”Allt står i lågor”. Discogs.com. http://www.discogs.com/Br%C3%A4nda-Barn-Allt-St%C3%A5r-I-L%C3%A5gor/master/423867. Läst 12 februari 2013.
2. 1 2  Gradvall et al 2009, nr. 517